# Семенчук, Василиса Васильевна
Васили́са Васи́льевна Семе́нчук  (урождённая Ка́нина; род. 19 сентября 1966, Ташкент, Узбекская ССР, СССР) — советская  фристайлистка, чемпионка мира по фристайлу, заслуженный мастер спорта СССР (1991).
Ныне — тренер по акробатике (фристайл). Член Президиума Федерации фристайла России. Окончила Узбекский институт физической культуры (1987), специалист в области теории и методики спортивной гимнастики.  До перехода во фристайл занималась спортивной гимнастикой.